# Duoporus barretti
Duoporus barretti är en mångfotingart som beskrevs av Cook 1901. Duoporus barretti ingår i släktet Duoporus och familjen Holistophallidae. Inga underarter finns listade i Catalogue of Life.